# Test Drive
Test Drive es una franquicia de videojuegos de carreras. Originalmente publicado por Accolade, que fue luego comprado por Infogrames, el primer título vio la luz en 1987, y ha sido desde entonces seguido de una corriente de secuelas.
Los juegos de Test Drive son publicados ahora por Atari el nombre al cual Infogrames se renombró en 2003. Uno de los rasgos destacados de Test Drive fue que era uno de los más tempranos, si no el primer videojuego de carrera de automóviles con coches autorizados verídicos más bien que genéricos (un rasgo que sería continuado por la mayor parte de los juegos de la franquicia).
En Test Drive, el jugador típicamente usa uno de varios coches de lujo y debe correr a la línea de llegada contra oponentes o el reloj, evitando el tráfico y la policía.

## Juegos

### Serie principal
| Título                             | Año  | Desarrollador               | Distribuidor      |
| ---------------------------------- | ---- | --------------------------- | ----------------- |
| Test Drive                         | 1987 | Distinctive Software        | Accolade          |
| The Duel: Test Drive II            | 1989 | Distinctive Software        | Accolade          |
| Test Drive III: The Passion        | 1990 | Accolade                    | Accolade          |
| Test Drive 4                       | 1997 | Pitbull Syndicate           | Accolade          |
| Test Drive 5                       | 1998 | Pitbull Syndicate           | Accolade          |
| Test Drive 6                       | 1999 | Pitbull Syndicate           | Cryo Interactive  |
| Test Drive                         | 2002 | Atari                       | Pitbull Syndicate |
| Test Drive: Eve of Destruction     | 2004 | Monster Games               | Atari             |
| Test Drive Unlimited               | 2006 | Eden Games, Melbourne House | Atari             |
| Test Drive Unlimited 2             | 2011 | Eden Games                  | Atari             |
| Test Drive: Ferrari Racing Legends | 2012 | Slightly Mad Studios        | Rombax Games      |
| Test Drive Unlimited Solar Crown   | 2023 | KT Racing                   | Nacon             |

### SerieOff-Road
| Título                        | Año  | Desarrollador                     | Distribuidor                                    |
| ----------------------------- | ---- | --------------------------------- | ----------------------------------------------- |
| Test Drive Off-Road           | 1997 | Elite Systems                     | Accolade, Eidos Interactive                     |
| Test Drive Off-Road 2         | 1998 | Pitbull Syndicate                 | Accolade, Electronic Arts                       |
| Test Drive Off-Road 3         | 1999 | Infogrames North America, Xantera | Infogrames North America, Infogrames Multimedia |
| Test Drive Off-Road Wide Open | 2001 | Angel Studios                     | Infogrames                                      |

### Otros juegos
| Título             | Año  | Desarrollador                                         | Distribuidor                  |
| ------------------ | ---- | ----------------------------------------------------- | ----------------------------- |
| Test Drive Le Mans | 1999 | Eutechnyx, Velez & Dubail, Infogrames Melbourne House | Infogrames                    |
| Test Drive V-Rally | 2000 | Eden Studios, Atari Europe                            | Atari Europe, Electronic Arts |
| Test Drive Rally   | 2000 | Digital Illusions CE                                  | Infogrames                    |
| Test Drive Cycles  | 2000 | Xantera                                               | Infogrames                    |
| Test Drive 2001    | 2000 | Xantera                                               | Infogrames                    |